# أحكام المد
المد لغةً هو الزيادة وإصطلاحا هو إطالة الصوت بحرف من حروف المد الثلاثة (أ، و، ي) عند ملاقاة همزة أو سكون.

## المد لغةً
معناه (الطول والزيادة) لقول القرآن ويمددكم بأموال وبنين أي يزدكم.
واصطلاحا: هو إطالة الصّوت بحرف من حروف المدّ الثّلاثة عند ملاقاة همزة أو سكون.
ويقابله القصر وهو لغة الحبس لقول القرآن حور مقصورات في الخيام أي محبوسات فيها، ويعرف القصر أيضا بالمنع يقال قصرت فلانا عن كذا أي منعته واصطلاحا إثبات حرف المدّ من غير زيادة عليه.

## المد الأصلي
هو المدّ الطبيعي الذي لا تقوم ذات حرف المد إلا به، ولا يتوقف على سبب من همز أو سكون، أي لا يقع بعد حرف المد لا همز ولا سكون، بل يكفي فيه وجود أحد حروف المد الثلاثة المجموعة في كلمة «واي»وهي الألف والواو والياء التي جمعت في كلمة «نوحيها». وسمي مدا طبيعيا لأن صاحب الطبيعة السليمة لا ينقصه عن حده ولا يزيد عليه، ويمد بمقدار حركتين إحداهما حركة الحرف من فتحة أو كسرة أو ضمة والثانية هي مقدار حرف المد من ألف أو واو أو ياء، كما في هذه الأمثلة:
قال - يقول - قيل
فحركة القاف في هذه الأمثلة الثلاثة هي إحدى حركتي المد المقدرتين للمد الطبيعي، والألف والواو والياء كل منهم مقدار للحركة الثانية. وقد قدر العلماء وأئمة الأداء الحركة بأنها بمقدار قبض الأصبع أو بسطه بحال الإسراع بحيث لا يتجاوز ربع أو ثلث الثانية الواحدة على مقياس الوقت، ويدرك ذلك صاحب الذوق السليم زيادة أو نقصا.
وتجب ملاحظة أن الحرف قبل الألف لابد أن يكون مفتوحا، وأن الحرف قبل الواو يشترط أن يكون مضموما، وأن تكون هي ساكنة. والياء المدية يشترط أن يكون ما قبلها مكسورا وأن تكون هي ساكنة كما سبق في أمثلة: قال يقول وقيل. لأن الواو والياء إذا انفتح ما قبلهما سمي كل منهما حرف لين فقط ولا يسميا حرف مد مثل:
ياء: عليهم - وكذلك وأو: يومكم
وهذا المد الطبيعي المسمى بالمد الأصلي له ثلاثة أحوال:
- الحالة الأولى: أن يكون ثابتا في حال الوصل وحال الوقف، مثل كلمة (أتجادلونني) لأن كل حرف منها لم يأت بعده همز أو سكون كما أنه لم يسبق بهمز أيضا، أي لا يوجد سبب من أسباب زيادة المد على المد الطبيعي الذي يمد بمقدار حركتين.
- الحالة الثانية: أن يكون المد ثابتا وصلا ومحذوفا وقفا، مثل هاء الضمير وصلا هكذا (بيده ملكوت) (ومن يأته) (مؤمنا) (قال له صاحبه وهو يحاوره أكفرت). فالهاء ممدودة مدا طبيعيا في هذه الأمثلة وصلا فقط، وعند الوقف تسكن بدون مد، ويسمى هذا النوع أيضا مد الصلة الصغرى.
- الحالة الثالثة: أن يكون ثابتا وقفا محذوفا وصلا، أي عكس الحالة الثانية وذلك إذا كان حرف المد مبدلا من تنوين الفتحتين عند الوقف، كالوقف على (أحدا) (حكيما) (حسيبا)، فإن التنوين في هذه الأمثلة ونحوها يبدل حرف مد ألفا عند الوقف فقط، ويسمى هذا أيضا مد العوض. وقد وقع هذا المد في موضعين في القرآن العظيم كان اللفظ فيها من جنس الأفعال وهما (وليكونا من الصاغرين) بسورة يوسف، (لنسفعا بالناصية) بسورة العلق. وكذلك يحذف حرف المد وصلا إذا وقع بعده ساكن في كلمة أخرى، فيحذف تخلصا من التقاء الساكنين وصلا مثال وقالا الحمد لله الذي فضلنا) (وقالوا اتخذ الله) (أفي الله شك)، وعند الوقف يثبت حرف المد هكذا. ومن ذلك النوع كلمات مخصوصة يحذف مدها وصلا ويثبت وقفا عند حفص مثال (لكنا هو الله ربي)، لو وقفنا عليها اختبارا أو اختيارا لكنا بالمد باثبات ألف بعد النون وقفا تبعا لرسمها في المصاحف والكلمة أصلها (لكن انا هو الله ربي)وكذلك كلمات (فأضلونا السبيلا ربنا آتهم) (وتظنون بالله الظنونا هنالك ابتلي) (وأطعنا الرسولا وقالوا) في سورة الأحزاب تحذف وصلا لحفص ومن وافقه هكذا.

## المد الفرعي
هو المد الزائد على المد الطبيعي أو المتفرع منه بسبب همز أو سكون، ولذلك عرفه الأئمة بأنه إطالة الصوت بحرف المد عند ملاقاة همز أو سكون، وسمي فرعيا لتفرعه من الأصلي. والهمز أحد سببي المد الفرعي سواء وقع الهمز قبل حرف المد أو بعده، فيكون الهمز سببا لثلاثة أنواع من المدود هي المد المتصل والمنفصل والبدل. والسكون هو السبب الثاني للمد الفرعي سواء كان السكون عارضا أم أصليا، ولا يكون إلا لاحقا لحرف المد فيكون السكون سببا لنوعين من المدود هما المد العارض للسكون والمد اللازم بأنواعه.
وعلى هذا تكون أنواع المد الفرعي خمسة أنواع.

### مد البدل
وفيه يتقدم الهمز على مده في كلمة، أي يأتي الهمز أولا ثم يمد ولا يكون بعد مده همز ولا سكون مثل (آمن) فأصلها «ءامن»، (أوتي)، (إيماناً)، (أوحي). وسمي بمد البدل لأن حرف المد فيه بدل من همزة ساكنة، أو لإبدال همزته الثانية حرف مد من جنس ما قبلها، فأصل (آمن) «أأمن» بهمزتين الأولى مفتوحة والثانية ساكنة، فأبدلت الهمزة الثانية الساكنة حرف مد ألفا لأنها من جنس حركة ما قبلها، وأصل (أوتي) «أؤتي» بهمزتين الأولى مضمومة والثانية ساكنة، فأبدلت الثانية الساكنة حرف مد واوا لأنها من جنس حركة ما قبلها وهي الضمة، كذلك أصل (إيماناً) «إئماناً» بهمزتين أيضا الأولى مكسورة والثانية ساكنة، فأبدلت الثانية حرف مد ياء لكونها مجانسة لحركة الكسرة قبلها.
والتسمية بمد البدل باعتبار الغالب والكثير، فمن أمثلة البدل ما لا يكون حرف المد فيه بدلا من الهمزة مثل همزات (قرآنا) (مسئولا) (إسرائيل) لكنه ألحق بالبدل لتقدم همزه على مده.
وحكم مد البدل هو وجوب قصره بقدر حركتين فقط لحفص وجميع الأئمة، ويسمى مدا جائزا لجواز مده وتوسطه وقصره عند ورش من طريق الأزرق. ووجه قصره لحفص ومن وافقه هو ضعف سببه، لكون همزه متقدما على حرف مده. ووجه جواز توسطه وإشباعه عند ورش من طريق الأزرق هو مجاورة الهمز لحرف المد، ومعروف أن الأزرق يمد المنفصل والمتصل مدا مشبعا بمقدار ست حركات.
والخلاصة أن مد البدل من نوع المد الفرعي الجائز ويمد بمقدار حركتين فقط لحفص.
إذن فمد البدل هو حكم تجويدي يلحق بالكلمات التي يأتي بها حرف مد بعد همز. وحكمه الجواز، وهو في الأصل عبارة عن همزتين الأولى متحركة والثانية ساكنة. إذا تحققت هذه الحالة أدخلت الهمزة الثانية في الأولى فأبدلت الهمزة الثانية مدا من جنس حركتها.
ويشترط في مد البدل أن يأتي حرف مد بعد همز على ألا يلحق حرف المد همز أو سكون. يرسم مد البدل في المصحف المعاصر همزا متبوعا بحرف مد ومقدار مده حركتان.

#### أمثلة
1. (هَل ءامَنكُم عَلَيْه): أصله ”أأمنكم“
2. (أوتي): أصله «أأتي»، بضم الهمزة الأولى.
3. (إيمانا): أصله «إأمانا»، بكسر الهمزة الأولى.
4. (آدم): أصلها «ءادم».

#### أمثلة مخالفة
هذه الكلمات لم يتحقق بها مد البدل لعدم اكتمال الشرط.
1. (ءامّين): لا يعتبر مد بدل لأن الميم التي لحقت الألف جاءت مشددة مما يضعها موضع الحرف الساكن فأصبح بذلك مدا لازما.
2. (برءاؤا): لا يعتبر مد بدل لأن حرف المد تبعه همز في نفس الكلمة مما يضعه في حالة المد المتصل.
3. (و جاءوا أباهم): لا يعتبر مد بدل لأن حرف المد (الواو) في آخر الكلمة لحقته همزة في أول الكلمة التالية مما يضعه موضع المد المنفصل.

### المد المنفصل
وهو أن يأت حرف المد في كلمة والسبب في كلمة أخرى (إنآأنزلنه في ليلة القدر) (بما أنزل) (قوا أنفسكم) (ربي أعلم)، أو كان حرف المد ثابتا في اللفظ دون الرسم مثل
(يأيها) (هأنتم) (يؤده إليك) (وله أسلم).
وسمي هذا النوع منفصلا لانفصال حرف المد عن الهمز في كلمة أخرى. وحكمه لحفص هو جواز قصره بقدر حركتين، وجواز توسطه بمقدار أربع أو خمس حركات.
والقصر والتوسط وردا لحفص من طريق الطيبة، أما طريق الشاطبية فلم ينص له إلا على التوسط فقط.
ووجه جواز قصره بمقدار حركتين هو تعرض الهمز للزوال عند الوقف على الكلمة التي فيها حرف المد، بخلاف المد المتصل الواجب فإن الهمز فيه ثابت وقفا ووصلا لأنه من بنية الكلمة وأصلها مثل (الملائكة) (جيئ) فلا يوقف على جزء من الكلمة ويترك باقيها.
و كل مد منفصل كان مدا طبيعيا قبل اجتماع الكلمتين فمثلا قول القرآن (إنا أنزلنا إليك) فعند الوقف على (إنا) أو على (أنزلنا) يكون مدهما مدا طبيعيا.
ويلاحظ أنه يجب تسوية المد بنظيره حال القراءة فلا يجوز قصر مد منفصل مع توسط مد منفصل آخر. فلا يقال مثلا (إنا أنزلنا إليك) أي بقصر (إنا) ومد (أنزلنا) أو العكس، كما لا يجوز الوقف على ياء النداء وحدها من مثل (يا أيها) ولا على هاء التنبيه وحدها من مثل (ها أنتم) ولا على الأفعال المتصلة بضمائرها رسما في المصاحف فلا يقال (فكذبو) من (فكذبوهما) ولا يقال (حيث وجدتمو) من (حيث وجدتموهم) ولا على (الـ) التي للتعريف، فهذه الأنواع لا يفصل بين أجزائها اصطلاحا وحكما، فحكم هذه الكلمات كحكم الكلمة الواحدة لا يفصل بين أجزائها

### المد المتصل
المد المتصل أو المد الواجب المتصل هو: أن يأتي الهمز بعد المد مباشرة في كلمة واحدة، سواء كان الهمز في وسط الكلمة أو كان في آخرها، فمثال ما كان في وسط الكلمة: (السرائر) (هنيئا) (والملائكة) (السائل)، ومثال ما كان في آخر الكلمة: (السماء) (يشاء) (الدعاء).
وسمي متصلا لاتصال الهمز بالمد مباشرة في كلمة واحدة. وحكمه هو وجوب زيادة المد على المد الطبيعي الأصلي بالاجماع، وإن تفاوت مقدار المد عند الأئمة، أي أنه لم يرد عن أحد منهم أنه قصر المد المتصل بمقدار حركتين، ولهذا سمي مدا واجبا. وحكمه عند حفص أنه يمد بمقدار أربع أو خمس حركات، ويجوز له المد من رد الطيبة مدا مشبعا بمقدار ست حركات أخذا من قول الإمام ابن الجزري في طيبته: أو اشبع ما اتصل للكل عن بعض.
ولابد من تسوية المدود أيضا كما أشار إلى ذلك بقوله: واللفظ في نظيره كمثله.
ومما سبق يتبين أن مد البدل والمد المتصل يشتركان في وجود الهمز والمد في كلمة واحدة، إلا أن الهمز في البدل متقدم على مده عكس المتصل الذي يأتي همزه بعد المد، كما أن المد البدل جائز بينما المد المتصل واجب عند جميع الأئمة. ونذكر هنا أن المد المتصل إذا وقع في آخر الجملة سمي مدا متصلا عارضا للسكون فتارة يكون منصوبا مثل كلمة (الماء) من قول القرآن (فأنزلنا به الماء) وإما أن يكون مجرورا مثل كلمة (الْمُسِيءُ) من قول القرآن (وَلَا الْمُسِيءُ) وإما أن يكون مرفوعا مثل ( بَيْضَاءَ مِنْ غَيْرِ سُوءٍ).
ولكل نوع من هذه الأنواع أحكاما بالنسبة للوقف عليها بالسكون المجرد أو بالروم أو بالإشمام.

### المد العارض للسكون
القاعدة أنه لا يبدأ بساكن ولا يوقف على متحرك. والمد العارض للسكون تعريفه هو أن يأتي بعد حرف المد أو اللين حرف متحرك في آخر الكلمة ثم يسكن هذا الحرف المتطرف لأجل الوقف، لأن الوقف لا يكون على متحرك كما أشارت القاعدة المتقدم ذكرها فيكون هذا السكون عارضا لأجل الوقف فقط، ولذلك سماه المحقق الإمام الجزري المد للساكن العارض مثال الوقف على كلمة (العالمين) مد طبيعي وصلا وعرض له السكون لأجل الوقف
و (شفتين) (النجدين) (الخوف) (القوم) حرف لين لا مد فيه وصلا وعرض السكون للحرف الواقف بعد حرف اللين من أجل الوقف. فهذا النوع يسمى بالمد العارض للسكون أو مد لين عارض للسكون.
وحكمه جواز المد والقصر، والمد يكون بمقدار ست حركات أو بمقدار أربع حركات فيكون فيه ثلاثة أوجه هي: القصر بمقدار حركتين أو بمقدار أربع حركات أو بمقدار ست حركات.
ولنعلم أن حرفي اللين هما «الواو والياء» الساكنتان المفتوح ما قبلهما، ولقد ذهب بعض العلماء إلى أن حرفي اللين فيهما القصر فقط عند الوقف، ومنعوا فيهما التوسط والإشباع نظرا لضعفهما بانفتاح ما قبلهما، ولكن جرى العمل على عدم التفرقة بين حرفي اللين وحروف المد عند الوقف على المد العارض للسكون، ففيهم الأوجه الثلاثة عند الوقف بالسكون المجرد أما عند الوقف بالإشمام أو بالروم فلا يسوى بين حروف المد وحرفا اللين كما سيأتي بيانه.
وقد قال صاحب التحفة في منظومته:
ما لا توقف له على سبب ولا بدونه الحروف تجتلب
بل أي حرف غير همز أو سكون جا بعد مد فالطبيعي يكون
والآخر الفرعي موقوف على سبب كهمز أو سكون مسجلا
حروفه ثلاثة فعيها من لفظ واي هي في نوحيها
والكسر قبل اليا وقبل الواو ضم شرط وفتح قبل ألف يلتزم

### المد اللازم
والمد اللازم سمي لازما للزوم مده بمقدار ست حركات وصلا ووقفا عند جميع العلماء والأئمة، فقد أجمعوا على لزومه حالة واحدة حال الوقف والوصل لا يزيد ولا ينقص عن الحركات الست، مثل (والصافات صفا) ولنعلم بأن الحرف المشدد بحرفين فمثلا (حاجك) أصلها «حاججك» ثم سكن الحرف الأول وأدغم في الثاني.
وينقسم المد اللازم إلى كلمي وحرفي، وكل من القسمين يقسم إلى مخفف أو مثقل.
اللازم الكلمي المثقل: هو الذي يكون فيه بعد حرف المد حرف ساكن سكونه لازم في كلمة واحدة مع إدغام ذلك الحرف الساكن في غيره فيصيران حرفا واحدا مشددا مثل (دآبَّة)، وهذا القسم يكون أول السورة مثل (الحآقَّة) ويكون وسطها مثل (وحاجه قومه) ومثل (آلله أذن لكم)، ويكون آخرها مثل (ولا الضآلَّين). وسمي هذا المد كلميا لاجتماع المد مع السكون في كلمة واحدة، ومثقلا لكونه مدغما أي مشددا.
الكلمي المخفف: وهو أن يأتي بعد حرف المد حرف ساكن سكونه لازم في كلمة واحدة من غير إدغام لهذا الحرف في غيره، ولم يوجد هذا القسم من اللازم الكلمي المخفف إلا في كلمتين في القرآن الكريم هما (آلآن وقد كنتم به تستعجلون)
(آلآن وقد عصيت قبل وكنت من المفسدين)،
فكلمة (آلآن) كررت في موضعين من سورة يونس فبالاستماع للكلمة نجد الهمز ممدودا بعده سكون اللام. وسمي كلميا لاجتماع المد والسكون في كلمة، ومخففا لعدم الإدغام فيه، وأصل الكلمة (أألآن) همزة في أول الكلمة ودخلت عليها همزة الاستفهام وأبدلت الهمزة الثانية حرف مد ألفا من جنس ما قبلها، ولذلك لزم المد مشبعا بمقدار ست حركات. وهاتان الكلمتان فيهما أيضا تسهيل الهمزة الثانية بين بين بدون مد، وهذان الوجهان جائزان لحفص ولجميع الأئمة وإلى ذلك أشار الإمام ابن الجزري في طيبته بقوله:
وهمز وصل منك ألله أذن أبدل لكل أو فسهل واقصرن
وأما المد اللازم الحرفي فنوعان: مد حرفي مثقل ومد حرفي مخفف.
اللازم الحرفي المثقل هو أن يجيئ بعد حرف المد سكون ثابت وصلا ووقفا في حرف هجاؤه على ثلاثة أحرف أوسطها حرف مد ولين أو حرف لين فقط، فإن أدغم ساكنه فيما بعده كان مدا لازما حرفيا مثقلا كالسين بعد الميم بعدها من (طسم) وتنطق (طا سين ميم)، فإذا لم يدغم كان مدا لازما حرفيا مخففا كاللام بعد الراء بعدها (الر) وتنطق (ألف لام را).
وهذا النوع من المد اللازم الحرفي بنوعيه فوجوده دائما في أوائل السور فقط، وفي ثمانية أحرف أيضا فقط من الحروف الواقعة في بعض فواتح السور جمعت في قول بعضهم «كم عسل نقص» أو كما قال بعضهم «نقص عسلكم» أو «سنقص علمك» مع ملاحظة أن العين يجوز قصرها لحفص من طريق الطيبة مع الالتزام بجميع شروط الأداء من هذه الطرق احترازا من التلفيق، ويجوز توسطها ويجوز إشباعها فقط من طريق الشاطبية. ويجوز لحفص أيضا إدغام نون (يس) في الواو مع بقاء الغنة (يس والقرآن الحكيم)، كما يجوز أيضا في نون (نون والقلم وما يسطرون) وحال الإدغام يسمى مدا لازما حرفيا مثقلا.
والخلاصة أن المد اللازم الحرفي يسمى مثقلا إن وجد إدغام، وإن لم يوجد ادغام سمي مخففا.
أما بقية الحروف الواقعة في أوائل بعض السور بعد حروف «سنقص علمك» الثمانية المختصة بالمد اللازم الحرفي بنوعيه فقد جمعت في خمسة أحرف في قول بعضهم «حي طهر» وحكمها أن تمد مدا طبيعيا بمقدار حركتين عدا الألف فلا مد فيها، مثال ذلك كما ننطق (الر) فالألف لا مد فيها أما اللام ففيها ست حركات والراء تمد مدا طبيعيا بمقدار حركتين. أيضا مثل الهاء والياء من قول (كهيعص) في أول سورة مريم والطاء والهاء في أول سورة (طه) وكالحاء من نحو (حم).